# Heike Meissner
Heike Meissner (Alemania, 29 de enero de 1970) es una atleta alemana  retirada especializada en la prueba de 400 m vallas, en la que ha logrado ser subcampeona europea en 2002.

## Carrera deportiva
En el Campeonato Europeo de Atletismo de 2002 ganó la medalla de plata en los 400 m vallas, con un tiempo de 55.89 segundos, llegando a meta tras la rumana Ionela Târlea y por delante de la polaca Anna Olichwierczuk (bronce con 56.18 segundos).